# Dachau
Dachau je německé velké okresní město a zároveň okresní město, náležící Bavorsku, které leží asi 20 km severně od Mnichova.
Název města je spojen s prvním koncentračním táborem, zřízeným nacisty 20. března 1933. Místo tábora je dnes zpřístupněno jako památník.
V koncentračním táboře Dachau se školili příslušníci SS a systém správy tábora, zahrnující i plánované vraždění vězňů, se stal vzorem i pro ostatní německé koncentrační tábory.
Koncentračním táborem Dachau prošlo přes 200 000 osob z více než 30 zemí, z nichž pravděpodobně 25 613 osob zemřelo v táboře a dalších téměř 10 000 zemřelo po deportaci do dalších koncentračních táborů – převážně polské Osvětimi.
Žije zde okolo 45 tisíc obyvatel a jedná se o předměstí Mnichova.